# Rhypochares bisimpunctatus
Rhypochares bisimpunctatus är en skalbaggsart som beskrevs av Vienna 2002. Rhypochares bisimpunctatus ingår i släktet Rhypochares och familjen stumpbaggar. Inga underarter finns listade i Catalogue of Life.